# Acaena subtussericascens
Acaena subtussericascens é uma espécie de rosácea do gênero Acaena, pertencente à família Rosaceae.